# Saut à la perche féminin aux championnats du monde d'athlétisme 2023
Pour des articles plus généraux, voir Championnats du monde d'athlétisme 2023 et Saut à la perche aux championnats du monde d'athlétisme.
Navigation
Eugene 2022 Tokyo 2025

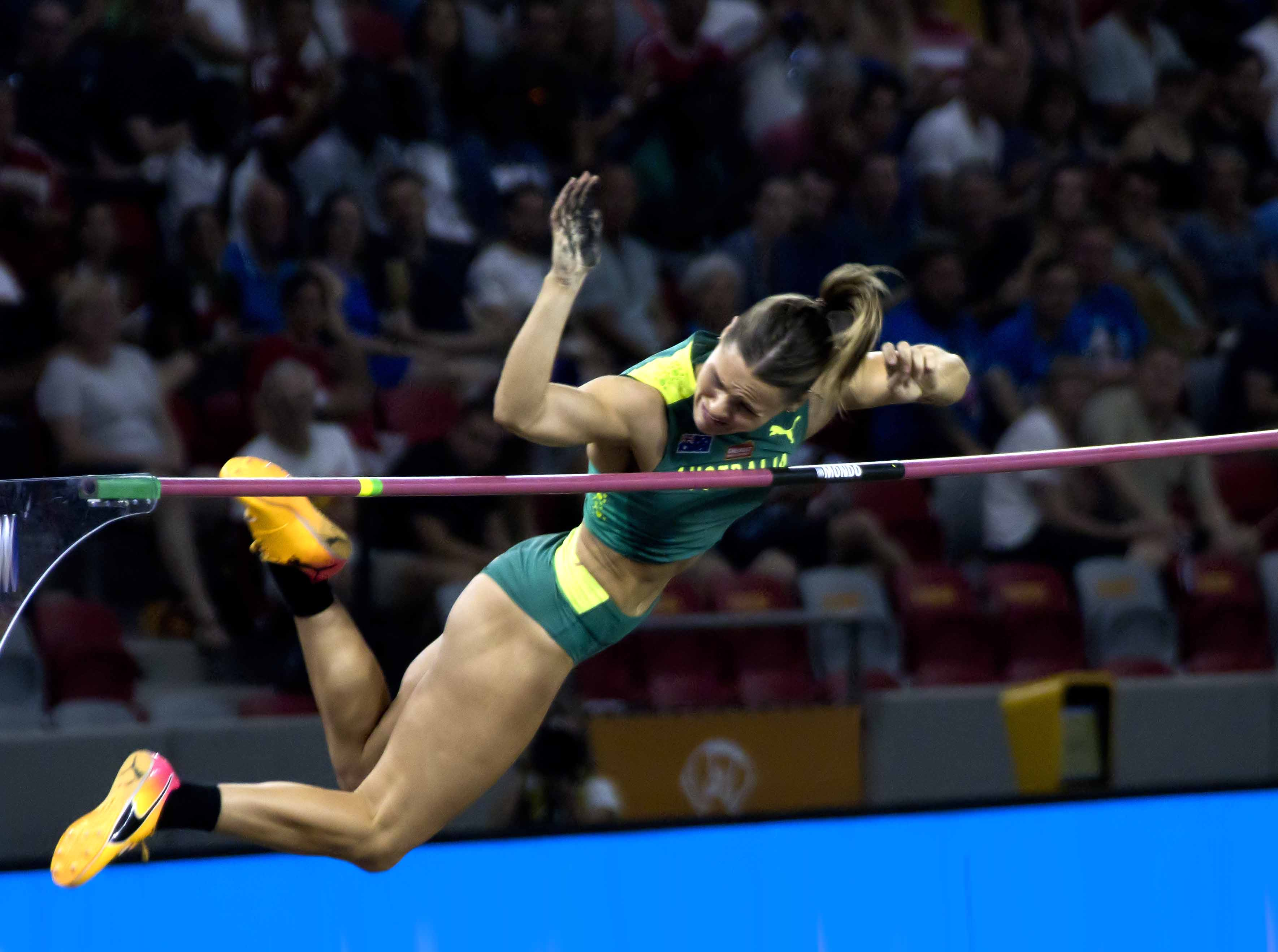
WKBO3610 polevault W finale Kennedy

L'épreuve du saut à la perche féminin des championnats du monde de 2023 se déroule les 21 et 23 août 2023 au sein du Centre national d'athlétisme à Budapest, en Hongrie.

## Mimimas
La période de qualification est comprise entre le 31 juillet 2022 et le 30 juillet 2023. Le minima de qualification est fixé à 4,71 m.

## Résultats

### Qualifications
4,65 m (Q) ou faire partie des 12 meilleures athlètes quelle que soit la hauteur franchie (q) : accès à la finale (ci-dessous in fine).
| Rang | Groupe              | Athlète                 | Pays             | 4.20m | 4.35m | 4.50m | 4.60m | 4.65m | Mark   | Notes |
| ---- | ------------------- | ----------------------- | ---------------- | ----- | ----- | ----- | ----- | ----- | ------ | ----- |
| 1    | A                   | Katie Moon              | États-Unis       | —     | —     | o     | o     | o     | 4,65 m | Q     |
| 1    | A                   | Robeilys Peinado        | Venezuela        | —     | o     | o     | o     | o     | 4,65 m | Q, SB |
| 1    | A                   | Wilma Murto             | Finlande         | —     | o     | o     | o     | o     | 4,65 m | Q     |
| 1    | B                   | Nina Kennedy            | Australie        | —     | —     | o     | o     | o     | 4,65 m | Q     |
| 5    | A                   | Angelica Moser          | Suisse           | —     | o     | o     | xxo   | o     | 4,65 m | Q, SB |
| 6    | B                   | Hana Moll               | États-Unis       | o     | o     | o     | o     | xo    | 4,65 m | Q, PB |
| 7    | A                   | Amálie Švábíková        | Tchéquie         | —     | o     | o     | xo    | xo    | 4,65 m | Q     |
| 8    | A                   | Sandi Morris            | États-Unis       | —     | —     | xo    | xo    | xo    | 4,65 m | Q     |
| 9    | B                   | Bridget Williams        | États-Unis       | —     | xo    | xo    | o     | xo    | 4,65 m | Q     |
| 10   | B                   | Tina Šutej              | Slovénie         | —     | o     | o     | o     | xxo   | 4,65 m | Q     |
| 10   | B                   | Elisa Molinarolo        | Italie           | o     | o     | o     | o     | xxo   | 4,65 m | Q, PB |
| 12   | B                   | Molly Caudery           | Royaume-Uni      | —     | o     | xo    | o     | xxo   | 4,65 m | Q     |
| 13   | A                   | Li Ling                 | Chine            | o     | o     | xxo   | o     | xxx   | 4,60 m |       |
| 14   | A                   | Ninon Chapelle          | France           | —     | o     | o     | xo    | xxx   | 4,60 m | SB    |
| 15   | A                   | Lene Retzius            | Norvège          | —     | xo    | xxo   | xxo   | xxx   | 4,60 m | SB    |
| 16   | B                   | Niu Chunge              | Chine            | —     | o     | o     | xx-   | x     | 4,50 m |       |
| 17   | A                   | Michaela Meijer         | Suède            | xo    | o     | o     | x-    | xx    | 4,50 m |       |
| 18   | A                   | Alysha Newman           | Canada           | —     | o     | xo    | xxx   |       | 4,50 m |       |
| 18   | A                   | Imogen Ayris            | Nouvelle-Zélande | o     | o     | xo    | xxx   |       | 4,50 m |       |
| 18   | B                   | Hanga Klekner           | Hongrie          | o     | o     | xo    | xxx   |       | 4,50 m | PB    |
| 21   | B                   | Margot Chevrier         | France           | —     | xo    | xo    | xxx   |       | 4,50 m |       |
| 22   | B                   | Elina Lampela           | Finlande         | o     | o     | xxo   | xxx   |       | 4,50 m |       |
| 22   | B                   | Juliana de Menis Campos | Brésil           | o     | o     | xxo   | xxx   |       | 4,50 m |       |
| 24   | B                   | Anicka Newell           | Canada           | o     | o     | xxx   |       |       | 4,35 m |       |
| 24   | B                   | Caroline Bonde Holm     | Danemark         | o     | o     | xxx   |       |       | 4,35 m |       |
| 24   | A                   | Olivia McTaggart        | Nouvelle-Zélande | —     | o     | xxx   |       |       | 4,35 m |       |
| 27   | A                   | Anjuli Knäsche          | Allemagne        | xo    | o     | xxx   |       |       | 4,35 m |       |
| 28   | A                   | Eleni-Klaoudia Polak    | Grèce            | o     | xo    | xxx   |       |       | 4,35 m |       |
| 29   | A                   | Holly Bradshaw          | Royaume-Uni      | —     | xxo   | x-    | xx    |       | 4,35 m |       |
| 29   | A                   | Roberta Bruni           | Italie           | o     | xxo   | xxx   |       |       | 4,35 m |       |
| 29   | A                   | Elien Vekemans          | Belgique         | o     | xxo   | xxx   |       |       | 4,35 m |       |
| 29   | B                   | Marie-Julie Bonnin      | France           | —     | xxo   | xxx   |       |       | 4,35 m |       |
|      | B                   | Eliza McCartney         | Nouvelle-Zélande | —     | —     | xxx   |       |       | NM     |       |
| B    | Ekateríni Stefanídi | Grèce                   | —                | —     | xxx   |       |       | NM    |        |       |
| B    | Xu Huiqin           | Chine                   | —                | xxx   |       |       |       | NM    |        |       |
| B    | Saga Andersson      | Finlande                | xxx              |       |       |       |       | NM    |        |       |
| A    | Mirè Reinstorf      | Afrique du Sud          | xxx              |       |       |       |       | NM    |        |       |

### Finale
| Rang               | Athlète          | Pays            | 4,30 m | 4,50 m | 4,65 m | 4,75 m | 4,80 m | 4,85 m | 4,90 m | 4,95 m | Marque | Notes   |
| ------------------ | ---------------- | --------------- | ------ | ------ | ------ | ------ | ------ | ------ | ------ | ------ | ------ | ------- |
| Médaille d'or      | Nina Kennedy     | Australie       | –      | o      | o      | xo     | o      | o      | xxo    | xxx    | 4,90 m | =WL, NR |
| Médaille d'or      | Katie Moon       | États-Unis      | –      | o      | o      | –      | xo     | o      | xxo    | xxx    | 4,90 m | =WL     |
| Médaille de bronze | Wilma Murto      | Finlande        | –      | o      | o      | o      | o      | xxx    |        |        | 4,80 m | =SB     |
| 4                  | Tina Šutej       | Slovénie        | o      | o      | o      | xo     | o      | xxx    |        |        | 4,80 m | NR      |
| 5                  | Molly Caudery    | Grande-Bretagne | xo     | o      | o      | xxo    | x–     | xx     |        |        | 4,75 m | PB      |
| 5                  | Angelica Moser   | Suisse          | o      | o      | xo     | xxo    | xxx    |        |        |        | 4,75 m | =PB     |
| 7                  | Sandi Morris     | États-Unis      | –      | o      | o      | xxx    |        |        |        |        | 4,65 m |         |
| 8                  | Robeilys Peinado | Venezuela       | o      | o      | xo     | xxx    |        |        |        |        | 4,65 m | =SB     |
| 9                  | Elisa Molinarolo | Italie          | o      | o      | xxx    |        |        |        |        |        | 4,50 m |         |
| 9                  | Hana Moll        | États-Unis      | o      | o      | xxx    |        |        |        |        |        | 4,50 m |         |
| 11                 | Amálie Švábíková | Tchéquie        | xo     | o      | xxx    |        |        |        |        |        | 4,50 m |         |
| 12                 | Bridget Williams | États-Unis      | o      | xo     | xxx    |        |        |        |        |        | 4,50 m |         |

## Légende
Records et Performances
- AR : Record continental (area record)
- CR : Record des championnats (championship record)
- MR : Record du meeting (meet record)
- NR : Record national (national record)
- OR : Record olympique (olympic record)
- PR : Record paralympique (paralympic record)
- PB : Record personnel (personal best)
- SB : Meilleure performance personnelle de la saison (season's best)
- WL : Meilleure performance mondiale de l'année (world leader)
- WJR : Record du monde junior (world junior record)
- WR : Record du monde (world record)

Circonstances et Conditions
- DNF : N'a pas terminé (did not finish)
- DNS : N'a pas pris le départ (did not start)
- DQ : Disqualification (disqualification)
- NM : Aucun essai valable enregistré (No Mark)
- Q : Qualifié « directement » au prochain tour (ou à la prochaine compétition), lors d'une compétition majeure, grâce au classement ou à la réalisation des minima (automatic qualifier)
- q : Qualifié au prochain tour (ou à la prochaine compétition), lors d'une compétition majeure, grâce au repêchage ou à la réalisation de l'une des meilleures performances parmi celles des « non qualifiés directement » (grâce au meilleur temps ou à la meilleure distance par exemple) (secondary qualifier)